# Apeadero de Santana-Ferreira
El Apeadero de Santana-Ferreira, originalmente conocido como Apeadero de Montemor, es una plataforma ferroviaria desactivada del Ramal de Figueira da Foz, que servía a las localidades de Santana y Ferreira-a-Nova, en el ayuntamiento de Figueira da Foz, en Portugal.

## Historia

### Apertura al servicio
Este apeadero se encuentra en el tramo entre las Estaciones de Figueira da Foz y Vilar Formoso, que fue inaugurado el 3 de agosto de 1882, por la Compañía de los Caminhos de Ferro Portugueses de la Orilla Alta.

### Cierre del Ramal de Figueira da Foz
El Ramal de Figueira da Foz fue cerrado a la circulación ferroviaria el 5 de enero de 2009, por motivos de seguridad; la operadora Comboios de Portugal organizó un servicio de transporte de sustitución, que fue clausurado el 1 de enero de 2012.